# Mindouli
Mindouli – miasto w południowo-wschodnim Kongu, w departamencie Pool. Według danych na rok 2007 liczyło 14 541 mieszkańców.